# Aeroportul Tehuacán
Aeroportul Tehuacán (IATA: TCN, ICAO: MMHC) este un aeroport din Puebla, Mexic ce deservește zona Tehuacán⁠(d). Aeroportul a fost tranzitat în 2023 de 2.017 pasageri. A fost numit după zona deservită.
Situat la o altitudine de 1.679 m, aeroportul dispune de o singură pistă. Este operat de Aeropuertos y Servicios Auxiliares⁠(d).